# Кочкарське родовище
Кочкарське родовище (рос. Кочкарское месторождение) — родовище золота в Пластовському районі Челябінської області Росії поблизу села Кочкар. Воно є складовою частиною великого Кочкарського золоторудного поля.

## Історія
Видобуток розсипного золота в цих місцях на гірничому відводі (Кам'яно-Павлівський приїск), що належав троїцькому купцю 2-ї гільдії П. Є. Бакакіну, розпочався у 1845 році. До 1857 року в цій місцевості налічувалося вже 67 приїсків, а у 1868 році розпочався видобуток рудного золота, тоді як видобуток розсипного почав знижуватися. До 1890 року в Кочкарському рудному полі налічувалося понад 1000 жил, на яких діяло 230 рудників. Коли рудні тіла, розташовані близько до поверхні, були в основному відпрацьовані, з 1897 року видобуток золота з більшої глибини розпочали три компанії, що належали іноземним інвесторам: французьке «Анонімне товариство Кочкарських приїсків», британське «Товариство Троїцьких золотих промислів» та бельгійське «Анонімне товариство Успенських приїсків». Наприкінці XIX — на початку XX століття видобуток на Кочкарському золотоносному полі становив понад половину всього золотовидобутку в Російській імперії.
Під час Першої світової війни золотовидобуток скоротився більш ніж у 10 разів, а після Жовтневої революції 1917 року рудники були націоналізовані. У 1926 році було організовано комбінат «Кочкарзолото», а у 1976 році на його базі було створено об'єднання «Южуралзолото».
Наразі золото на родовищі видобуває АТ «Южуралзолото» та його дочірня компанія АТ «Східна». Станом на 01.01.2014 року балансові запаси золота по родовищу становили: розвідані (категорій А+В+С1) — 9,6 т, при середньому вмісті золота в рудах 11,6 г/т, попередньо оцінені (С2) — 9,7 т. У 2013 році «Южуралзолото» та «Східна» видобули на родовищі в сумі 0,6 т золота.